# Ceratocystiopsis
Ceratocystiopsis är ett släkte av svampar. Ceratocystiopsis ingår i familjen Ophiostomataceae, ordningen blånadssvampar, klassen Sordariomycetes, divisionen sporsäcksvampar och riket svampar.
|                  | Pesotum                                                                           |
|                  |                                                                                   |
|                  | Ophiostoma                                                                        |
|                  |                                                                                   |
|                  | Verticicladiella                                                                  |
|                  |                                                                                   |
|                  | Leptographium                                                                     |
|                  |                                                                                   |
|                  | Grosmannia                                                                        |
|                  |                                                                                   |
| Ceratocystiopsis | \| \| Ceratocystiopsis alba \| \| \| \| \| \| Ceratocystiopsis minima \| \| \| \| |
|                  | \| \| Ceratocystiopsis alba \| \| \| \| \| \| Ceratocystiopsis minima \| \| \| \| |
|                  | Graphilbum                                                                        |
|                  |                                                                                   |
|                  | Sporothrix                                                                        |
|                  |                                                                                   |
|                  | Raffaelea                                                                         |
|                  |                                                                                   |
|                  | Phialographium                                                                    |
|                  |                                                                                   |
|                  | Dryadomyces                                                                       |
|                  |                                                                                   |
|                  | Pachnodium                                                                        |
|                  |                                                                                   |
|                  | Klasterskya                                                                       |
|                  |                                                                                   |
|                  | Spumatoria                                                                        |
|                  |                                                                                   |
|                  | Knoxdaviesia                                                                      |
|                  |                                                                                   |
|                  | Graphiocladiella                                                                  |
|                  |                                                                                   |
|                  | Ceratocystiopsis alba                                                             |
|                  |                                                                                   |
|                  | Ceratocystiopsis minima                                                           |
|                  |                                                                                   |

|  | Ceratocystiopsis alba   |
|  |                         |
|  | Ceratocystiopsis minima |
|  |                         |